# 盧卡·貝卡里
盧卡·貝卡里（義大利語：Luca Beccari，1974年10月29日—）是一位聖馬利諾的政治家，曾於2003年10月－2004年4月與2014年4月－2014年10月出任執政官。他居住於聖馬利諾的塞拉瓦萊，也是聖馬利諾中央銀行的前官員。
盧卡·貝卡里於1993年加入天主教民主黨，並於2012年加入大議會。